# El Vado, Michoacán de Ocampo
El Vado är en ort i Mexiko.   Den ligger i kommunen Charo och delstaten Michoacán de Ocampo, i den södra delen av landet, 200 km väster om huvudstaden Mexico City. El Vado ligger 1 925 meter över havet och antalet invånare är 172.
Terrängen runt El Vado är kuperad. Runt El Vado är det ganska tätbefolkat, med 62 invånare per kvadratkilometer. Närmaste större samhälle är Morelia, 14,7 km väster om El Vado. I omgivningarna runt El Vado växer i huvudsak blandskog.